# Suvorexant
Il Suvorexant è un composto chimico di formula C23H23ClN6O2 che in condizioni standard si presenta come una polvere biancastra.

## Storia
Il Suvorexant è stato approvato per uso medico negli Stati Uniti nel 2014, e in Canada nel 2018.

## Caratteristiche strutturali e fisiche
Il composto risulta insolubile in acqua.
| N. di atomi pesanti                          | 32                                                           |
| N. di accettori di legami a idrogeno         | 6                                                            |
| N. di legami ruotabili                       | 3                                                            |
| N. di elementi stereogenici atomici definiti | 1                                                            |
| Massa monoisotopica                          | 450,1571017 u                                                |
| Superficie polare                            | 80,3 Å²                                                      |
| Sezione d'urto                               | [M-H]- 200,43297 Å² [M+H]+ 202,82854 Å² [M+Na]+ 209,26195 Å² |
| Rifrattività                                 | 134,36 m3/mol                                                |
| Polarizzabilità                              | 46,68 Å3                                                     |

## Reattività e caratteristiche chimiche

### Spettri analitici
- GC-MS[6]

## Farmacologia e Tossicologia

### Farmacocinetica
Il picco di concentrazione del composto si osserva mediamente entro le 2 ore a stomaco vuoto, mentre la biodisponibilità assoluta media di 10 mg è dell'82%. Il volume di distribuzione medio del composto è pari a 49 l, inoltre il composto risulta per il 99% legato alle proteine plasmatiche (albumina e α-1-glicoproteina acida). Nelle donne l'AUC e la Cmax risultano rispettivamente superiori del 17% e del 9% rispetto agli uomini. La clearence risulta inversamente proporzionale alla massa corporea.
Il composto viene metabolizzato dal CYP3A, con un minimo contributo del CYP2C19. È presente principalmente nella forma originale o come idrossi-suvorexant (metabolita farmacologicamente inattivo). L'emivita del composto è pari a circa 12 ore. La principale via di eliminazione è rappresentata dalle feci (66%), seguita dalle urine (23%).

### Farmacodinamica
Il composto è un antagonista altamente selettivo dei recettori dell'oressina (OX1R e OX2R). Esercita il suo effetto farmacologico inibendo il legame dei neuropeptidi oressina A e B, noti anche come ipocretina-1 e -2, che sono prodotti dai neuroni nell'ipotalamo laterale. Questi neuroni controllano i centri cerebrali che promuovono la veglia e sono attivi durante la fase di veglia, specialmente durante le attività motorie, e smettono di funzionare durante il sonno. Inibendo il rafforzamento dei sistemi di eccitazione, l'uso di suvorexant provoca una diminuzione dell'eccitazione e della veglia, piuttosto che avere un effetto direttamente promotore del sonno.

### Effetti del composto e usi clinici
Venduto con il nome commerciale Belsomra, è un farmaco psicoattivo utilizzato per trattare i disturbi del sonno. La dose giornaliera raccomandata è di 10 mg e deve essere assunta 30 minuti prima andare a dormire ed almeno 7 ore prima del risveglio. La dose massima giornaliera raccomandata è di 20 mg.

### Controindicazioni ed effetti collaterali
Gli effetti del composto posso essere maggiori nei pazienti obesi, specialmente nelle donne (AUC +46%, Cmax +25%). Il farmaco è inoltre controindicato in pazienti affetti da narcolessia. Gli effetti collaterali comuni includono sonnolenza, mal di testa, sogni insoliti, tosse e secchezza delle fauci. Altri effetti collaterali includono paralisi del sonno, suicidio, ansia e una ridotta capacità di guidare. La sicurezza in gravidanza e allattamento non è chiara.

### Tossicologia
La sostanza può causare dipendenza. La terapia con suvorexant è associata a una rara incidenza di elevazioni transitorie degli enzimi sierici, ma non è stata collegata a casi di danno epatico clinicamente evidente.

### Interazioni
L'assunzione combinata del composto con altri farmaci depressori del sistema nervoso centrale (es. benzodiazepine, oppioidi, antidepressivi triciclici) o alcol può causare dipendenza pertanto la dose deve essere ricalibrata.
La somministrazione del composto in pazienti con capacità respiratoria compromessa deve essere valutata attentamente. Se il composto viene assunto insieme a inibitori del CYP3A la dose raccomandata si abbassa a 5 mg e ne viene scongliato l'uso qualora quest'ultimi siano forti inibitori. Forti induttori del CYP3A (es. rifampicina, carbamazepina e fenitoina) possono ridurre gli effetti del composto. L'assunzione contemporanea di suvorexant e digoxin può portare ad un lieve aumento dei livelli di quest'ultimo a causa dell'inibizione della P-glicoproteina  a livello intestinale.
Poiché il livello ematico di suvorexant e il rischio di effetti collaterali saranno più elevati con l'uso concomitante di inibitori del CYP3A4 come il succo di pompelmo, gli antimicotici azolici, gli antibiotici macrolidi e la fluvoxamina, i farmaci concomitanti devono essere utilizzati con cautela per evitare potenziali interazioni farmacologiche.
L'assunzione contemporanea o immediatamente successiva al pasto può ritardarne l'azione di circa 1,5 ore.

## Normativa
- FDA Orange Book[9]
- DEA Schedule IV[10]